# 吐鲁番墓葬伏羲女娲图
吐鲁番墓葬伏羲女娲图，出土于中国新疆吐鲁番地区的一类以神话人物伏羲和女娲为主题的绘画，一般绘制于倒梯形或长方形的绢或麻布上，用木钉钉在墓顶，画面朝下正对墓主。随葬伏羲女娲图的现象盛行于公元6-7世纪的麴氏高昌至唐代西州时期，至武周末年已迫尾声。20世纪以来，吐鲁番地区墓葬中出土了大量的伏羲女娲图，在中国、日本、韩国、美国等世界多个国家的博物馆中均有收藏。

## 文化背景
伏羲和女娲的传说大致起源于东周战国中后期，至西汉时期已被并列为古代圣王，到唐代伏羲女娲兄妹结婚繁衍人类的故事已经在民间广为流传，故事主要有补天造人、整理天地、造福保护黎民等情节，被视为开天辟地、创造人类万物的始祖。女娲最早见于《楚辞·天问》和《山海经·大荒西经》等处，伏羲最早的记载则见于《庄子》《易·系辞》等，其中并未将两者联系。汉代开始，两者成为对偶神，并统一为人首蛇身的交尾像，再到后世演化为慈眉善目的神人形象。《春秋运斗枢》《淮南子》和《路史》等著作将伏羲、女娲与神农称为三皇，《淮南子·原道训》将伏羲和女娲称为“泰古二皇”。山东嘉祥武梁祠、河南南阳、四川郫县等地汉代石画像中有大量人首蛇身交尾的伏羲女娲像。
地处吐鲁番的高昌国不同于西域的其他国家，是一个汉人占主体的国家，汉族占高昌国人口的70%至75%。南北朝时期北魏和平元年（460年），柔然占领高昌并扶持阚伯周为国王，高昌自此建国。此后高昌国历经张氏、马氏、麹氏诸汉人大族的统治，前后延续了180多年。其中，麴嘉建立的麴氏高昌自6世纪初开始持续了一个多世纪的国家独立，形成并发展了其独特的文化。
伏羲女娲信仰随汉人移民的到来对高昌产生了很大的影响，成为高昌汉人缅怀先祖、庇佑子孙、渴望魂归故里的精神寄托，并被当地其他民族接受，因此，在阿斯塔那—哈拉和卓古墓群出土的伏羲女娲图中不仅有汉人形象，也有深目高鼻、翻领窄袖的胡人形象。

## 出土与收藏
20世纪初，日本净土真宗本愿寺派第22代法主大谷光瑞派遣大谷探险队三次到中亚、中国新疆“探险”，窃取了大量的文物。1910年至1914年间的第三次探险从吐鲁番发现伏羲女娲图10幅。三次探险收集的文物主要存放在大谷光瑞在神户郊外的别墅二乐庄，部分寄存在帝国京都博物馆（今京都國立博物館）。1914年5月，大谷光瑞因故引咎退位，辞去法主职务，其藏品随之分散，一部分随二乐庄卖给久原房之助，再被久原寄赠给朝鲜总督府博物馆，日本投降后归韩国国立中央博物馆，其中包括3幅伏羲女娲图；大谷光瑞于1915年定居到辽宁大连，大部分收集品随后直到1916年被运到旅顺，后寄存关东厅博物馆，日本投降后归旅顺博物馆，其中有2幅伏羲女娲图；另有4件伏羲女娲图被西本愿寺附属大学（现龙谷大学）收藏，现藏于该大学的大宫图书馆，最后1件现藏于天理大学附属天理参考馆。
1915年1月开始，英国探险家马尔克·奥莱尔·斯坦因在阿斯塔那进行发掘，并获得了多幅伏羲女娲图。1959年10月至1960年11月，新疆维吾尔自治区博物馆东疆工作组对吐鲁番阿斯塔那葬进行发掘，在40多座墓葬中发现了二三十幅伏羲女娲图。其后，文物工作者对阿斯塔那-哈拉和卓古墓群进行了多次发掘，陆续有伏羲女娲图出土。1959年之后出土的伏羲女娲图在新疆维吾尔自治区博物馆、吐鲁番博物馆、故宫博物院、中国国家博物馆等处均有收藏。

## 画廊

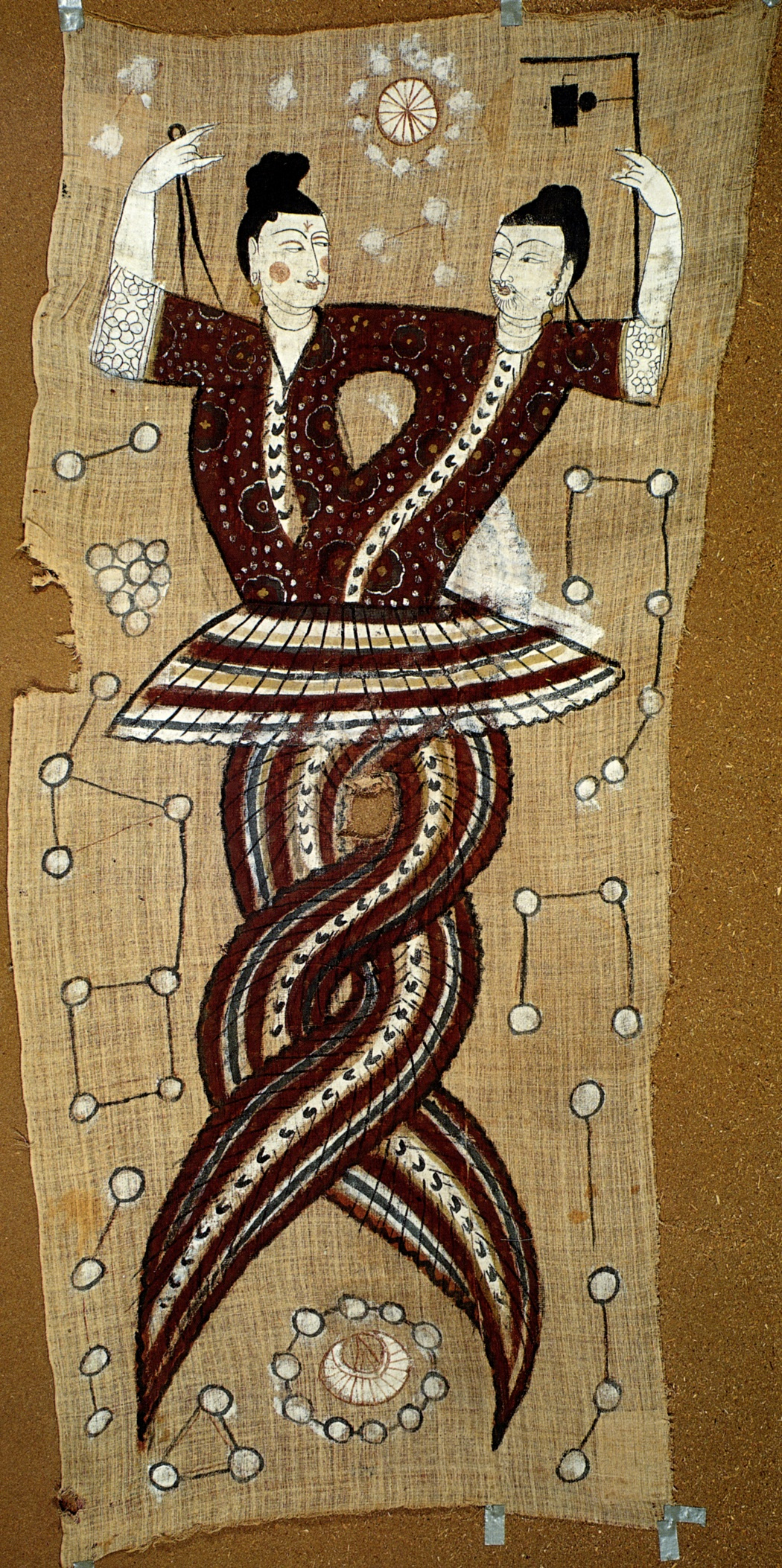
8世纪中期，唐代，1967年阿斯塔那墓出土，现藏于新疆维吾尔自治区博物馆
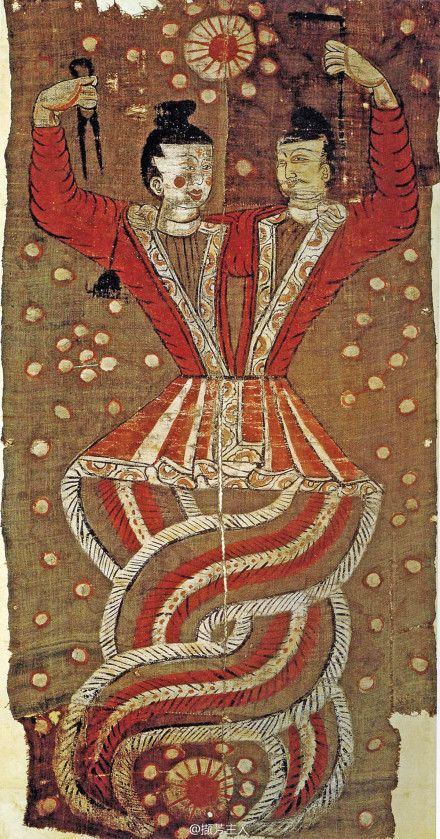
唐代，大谷探险队发掘于阿斯塔那墓，现藏于韩国国立中央博物馆
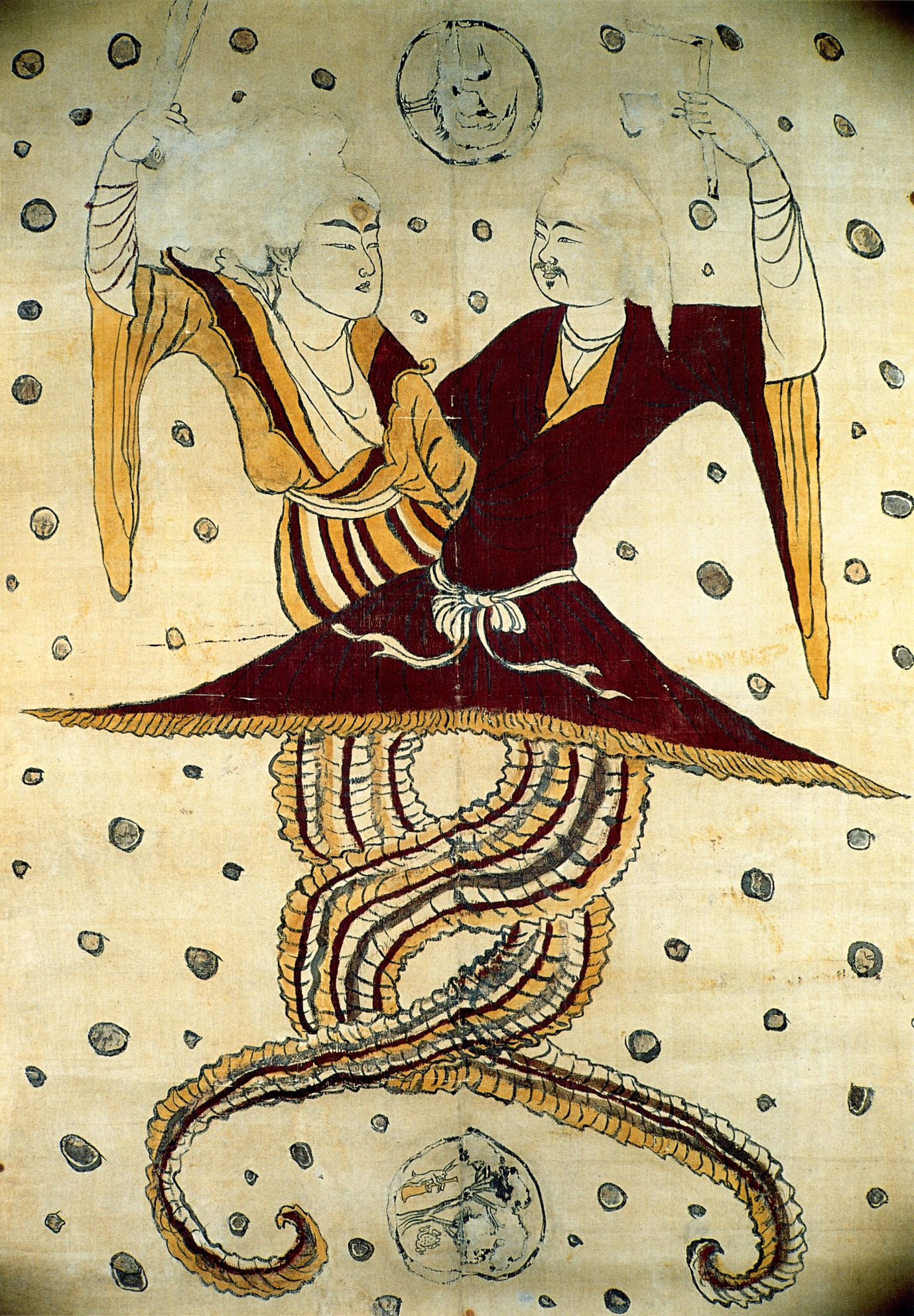
唐代，1928年吐鲁番采集，现藏于中国国家博物馆
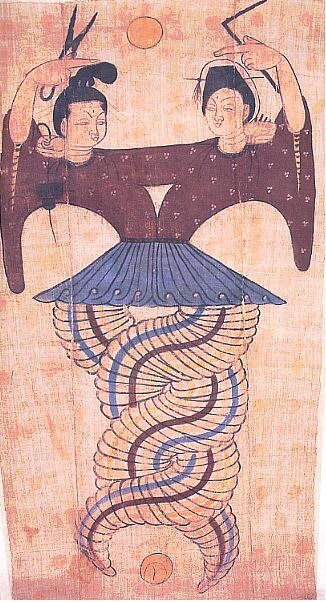
唐代，1976年阿斯塔那墓出土
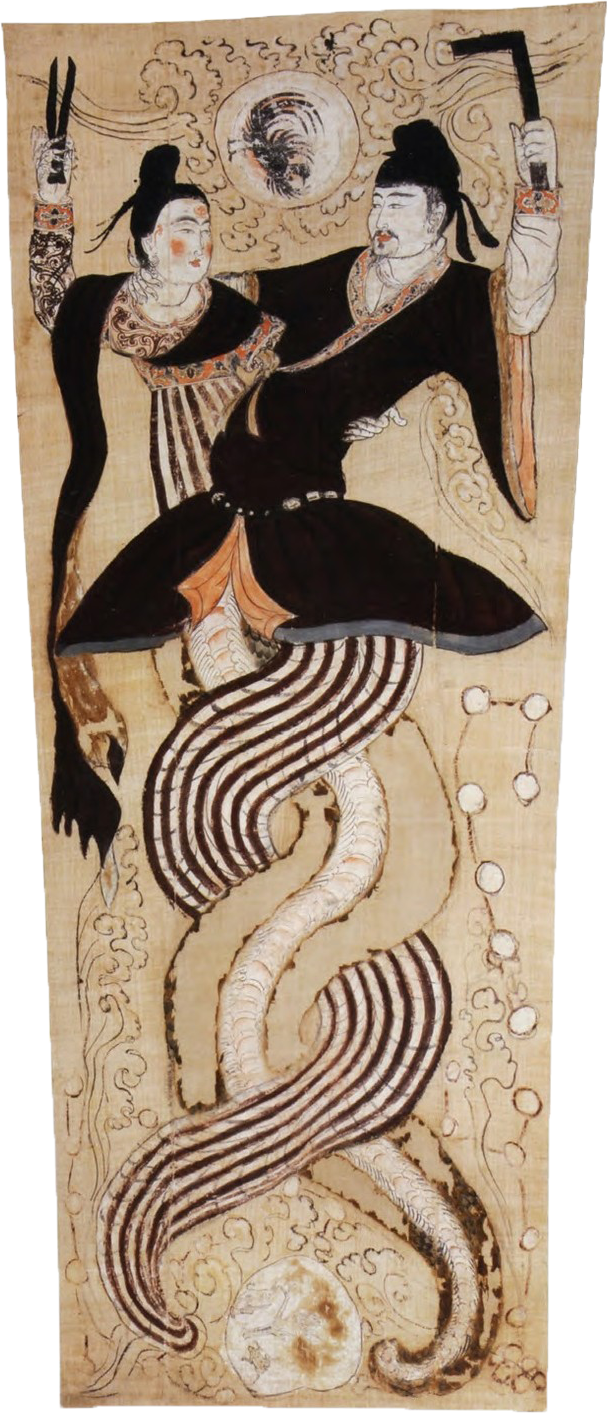
唐代，1964年阿斯塔那墓出土，现藏于新疆维吾尔自治区博物馆
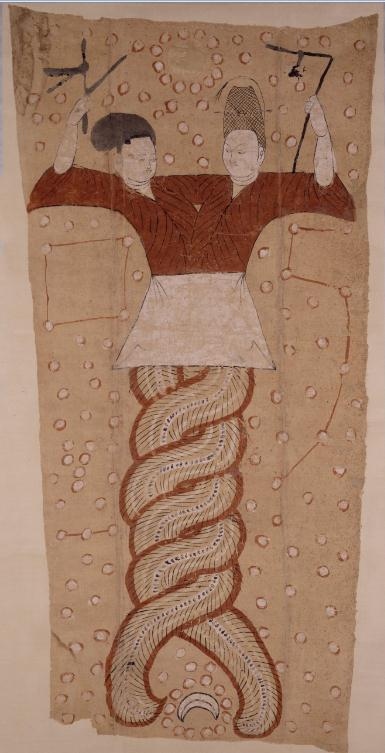
唐代，1963年阿斯塔那墓出土，现藏于故宫博物院
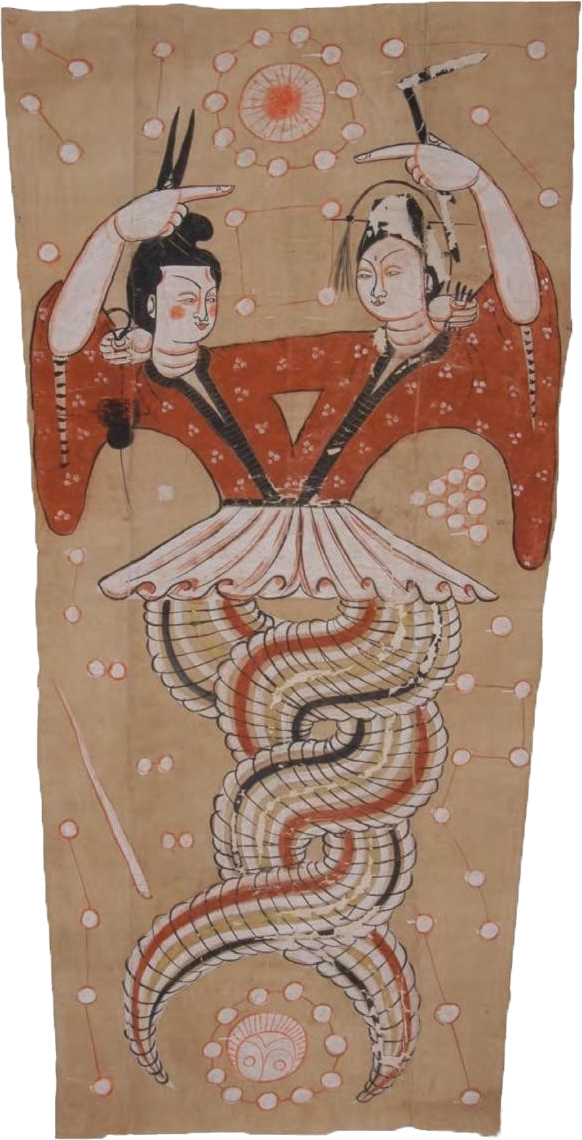
唐代，1967年阿斯塔那墓出土，现藏于新疆维吾尔自治区博物馆

## 相关
1983年，联合国教科文组织《国际社会科学》杂志试刊的首页插图选用一张新疆维吾尔自治区博物馆收藏的伏羲女娲图，用来说明DNA的双螺旋结构。
伏羲女娲图是新疆维吾尔自治区博物馆参加2019年播出的综艺节目《国家宝藏》第二季的三件文物之一，由央视主持人尼格买提·热合曼担任明星守护人。